# Lac de l'Oberaar
Le lac de l'Oberaar (Oberaarsee en allemand) est un lac artificiel retenu par un barrage situé dans le canton de Berne en Suisse.

## Géographie
Il se trouve non loin du col du Grimsel à une altitude de 2 303 mètres. Sa superficie est de 1,47 km2 et il s'étire sur environ 2,8 km. Son volume utilisable pour la production d'électricité est de 57 millions de m3 et sa profondeur maximale est de l'ordre de 90 mètres.

## Barrage
Le barrage-poids d'un volume de 453 000 m3 a été construit en 1953 et mesure 100 mètres. Il a une longueur de 526 mètres à la couronne et retient les eaux d'un bassin versant d'environ 19,4 km2. Il est géré par la Kraftwerke Oberhasli AG (KWO) qui l'utilise soit pour pomper de l'eau depuis le lac du Grimsel via la centrale Grimsel 2, soit pour alimenter les turbines de Grimsel 1 et Grimsel 2.

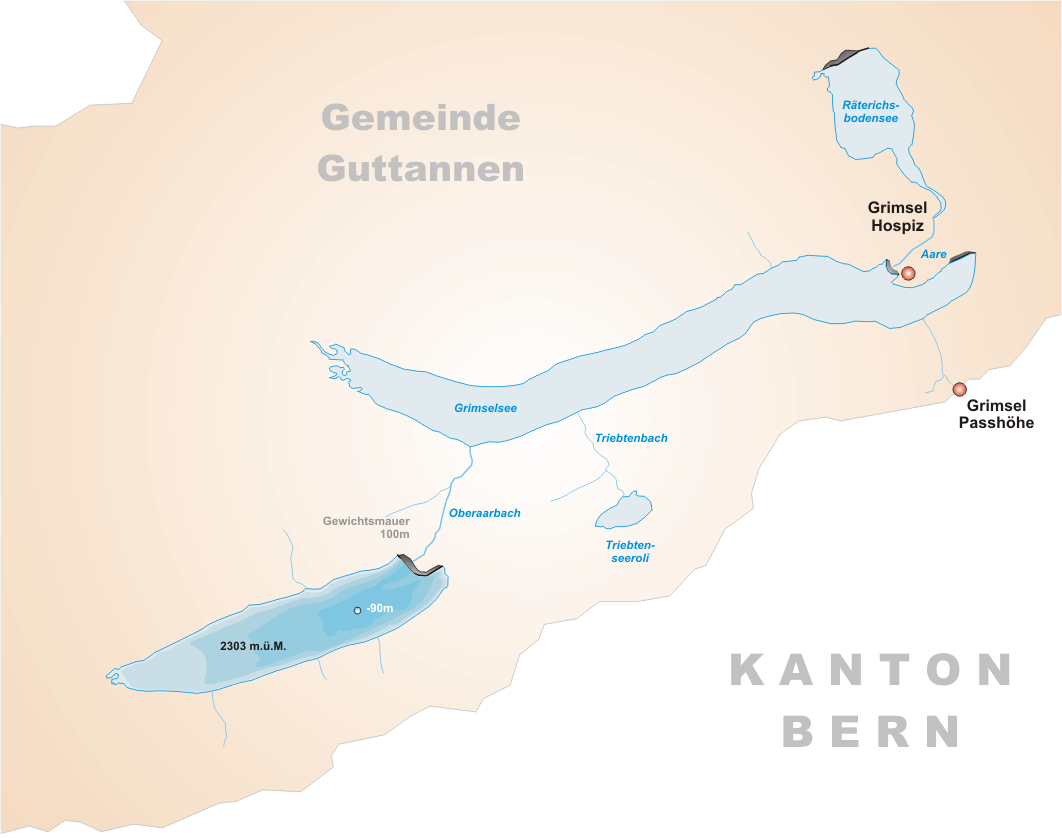
Carte Oberaasee